# Stave
Pour les articles homonymes, voir Stave (homonymie).
Stave (en wallon Ståve) est un village de Wallonie situé dans l'Entre-Sambre-et-Meuse. Administrativement il fait partie de la commune de Mettet, dans la province de Namur et la Région wallonne en Belgique. C'était une commune à part entière avant la fusion des communes de 1977.

## Étymologie
Formes anciennes : Stabula (868), Stabulis, Staules (1209). Le sens étymologique possible est : étable ou relais (latin stabulum, « écurie, étable »).

## Géographie

### Hydrographie
Staves est traversé par un des ruisseaux formant plus loin le Biert.

## Démographie
- Sources:INS, Rem:1831 jusqu'en 1970=recensements, 1976= nombre d'habitants au 31 décembre

## Histoire
Le village de Stave était divisé entre le Comté de Namur, la Principauté de Liège (pour le hameau de Cornelle), et une seigneurie indépendante, le Franc-Douaire.

## Liste des bourgmestres de 1830 à 1977
- Justin de Labeville, de 1855 à 1894, (Parti Libéral).

## Patrimoine et folklore

### Patrimoine architectural
- Eglise Saint-Roch. Construite en 1848 à 1849 en style néo-gothique[1].
- Ferme du Pays du Roy, rue de l'Eglise. Ferme semi-clôturé partiellement du XVIIe siècle, et remaniée et agrandie au XIXe et XXe siècle. Ancienne propriété au XVIIe siècle des Gobault et des Tournon puis des Lierneux à la fin du même siècle au XIXe siècle[2].
- Ferme du Château, rue de l'Eglise. Située près de l'église, ferme en quadrilatère dominée à l'est par le logis reconstruit après la guerre de 1914-1918. Bien de la famille seigneurial qui détenait la portion namuroise de Stave, les Marbais, de 1252 à 1761 et le Berghes, puis des seigneurs de Florennes, les Glymes, de 1501 à 17771 et les Beaufort-Spontin[3].
- Ferme du Coporal, rue de l'Eglise. Logis prolongé par une grange en long qui saille sur la façade. Ancienne propriété des Gobault et Tournon au XVIIIe siècle, des Lieneux et Sire de Gougnies au siècle suivant[3].
- Maison communale et école. Construction de style classique du dernier quart du XVIIIe siècle. Ce château a été construit par la famille de Lierneux, passé aux Labbeville puis vendu en 1875 à la commune[4].
- Château des Francs Douaires. Château en ruines suite aux très grand dommages subis en 1914, qui subsistant des remises à voitures de la fin du XVIIIe siècle ou du début du XIXe siècle. C'était l'ancienne seigneurie foncière et hautaine des moines de Bonne-Fontaine, vendue à la famille de la Fontaine en 1569, puis passée par mariage aux Berloz, dont un des héritiers, Paul Godefroid, 13e évêque de Namur, embellira le château[5].
- Fourneau de Vaulx, nom du hameau où il se trouvait. Probablement le site d'un fourneau mentionné dès le XVIe siècle et certainement un fourneau au bois en activité dans la 1re moitié du XIXe siècle[5].
- Ferme du Moulin de Vaulx, situé dans le hameau du Fourneau de Vaulx. Située non loin du site du fourneau, groupement dispersé de volumes d'une ferme sur le versant ouest de la vallée[5].
- Ferme de Stavesoul. Ferme datant du milieu du XVIIIe siècle. Ancien alleu liégois passé au XIe ou XIIe siècle à l'abbaye Saint-Jean de Florennes, puis vendue en 1691 aux seigneurs des Francs Douaires, les Berloz[5].

### Folklore
- La marche Saint-Gérard et Gilles a lieu chaque année le deuxième week-end de septembre avec un des plus beaux bataillons carrés de l'Entre-Sambre-et-Meuse, le dimanche en fin de journée sur le terrain de football. La particularité de cette marche est que les participants ne portent que des costumes de la Garde impériale napoléonienne.
- Le plus ancien groupe folklorique de Stave est la société "La fraternelle" de gilles inspirée des Gilles de Binche. Celle-ci sort chaque année le dimanche et lundi de la Trinité et est précédée de 3 ou 4 semaines par les soumonces.

## Enseignement
Ecole communale de Stave, maternelle et primaire.

## Personnalité liée au village
- Saint Gérard de Brogne, né au Xe siècle à Stave, est le plus célèbre fils du village.